# Shōji Ikitsu
Shōji Ikitsu (jap. 生津 将司, Ikitsu Shōji; * 20. Mai 1977 in der Präfektur Fukuoka) ist ein ehemaliger japanischer Fußballspieler.

## Karriere
Ikitsu erlernte das Fußballspielen in der Schulmannschaft der Higashi Fukuoka High School. Seinen ersten Vertrag unterschrieb er 1996 bei Avispa Fukuoka. Der Verein spielte in der höchsten Liga des Landes, der J1 League. Für den Verein absolvierte er 11 Erstligaspiele. Im Juli 1999 wechselte er zum Zweitligisten Sagan Tosu. Für den Verein absolvierte er 17 Spiele. Danach spielte er bei New Wave Kitakyushu. Ende 2001 beendete er seine Karriere als Fußballspieler.